# NK Zvijezda Gradačac
NK Zvijezda Gradačac is een Bosnische voetbalclub uit Gradačac.
De club werd in 1922 opgericht. In 2008 werd de club kampioen van de Bosnische tweede klasse en speelde daardoor in de Premijer Liga, de club speelde er zeven seizoenen.
Bratstvo ·
Budućnost ·
Goražde · 
Gornji Rahić ·
Gradina Srebrenik ·
Jedinstvo ·
Radnik ·
Radnički ·
Stupćanica Olovo ·
TOŠK ·
Tomislav ·
Travnik ·
Tuzla City · 
Vis Kosovo ·
Čelik Zenica ·
Zvijezda